# Ernst Niekisch
Ernst Niekisch (23. května 1889, Trebnitz, Prusko – 27. května 1967, Západní Berlín, Západní Německo) byl německý levicový politik a žurnalista, teoretik nacionálního bolševismu.

## Životopis
Narodil se v Trebnitzu. V roce 1917 se připojil k Nezávislé sociálně demokraktické straně Německa. Aktivně se podílel na bavorské revoluci. Byl uvězněn ve Niederschönenfeld, během všeobecné amnestie však byl propuštěn. V roce 1926 stal hlavním editorem novin „Widerstand“ (Odpor). V roce 1937 byl uvězněn gestapem. O dva roky později byl za velezradu odsouzen k doživotí. Po válce vstoupil do SED, ale po Východoněmeckém povstání začal být vůči ní kritický, vystoupil z ní a v roce 1963 přesídlil do Západního Německa.

## Dílo
- Der Weg der deutschen Arbeiterschaft zum Staat. Verlag der Neuen Gesellschaft, Berlín 1925
- Grundfragen deutscher Außenpolitik. Verlag der Neuen Gesellschaft, Berlín 1925
- Gedanken über deutsche Politik. Widerstands-Verlag, Dresden 1929
- Politik und Idee. [Erweiterung eines Vortrags]. Widerstands-Verlag Anna Niekisch, Dresden 1929
- Entscheidung. Widerstands-Verlag, Berlín 1930
- Der politische Raum deutschen Widerstandes. Widerstands-Verlag, Berlín 1931
- Hitler - ein deutsches Verhängnis. Zeichnungen von A. Paul Weber. Widerstands-Verlag, Berlín 1932
- Im Dickicht der Pakte. Widerstands-Verlag, Berlín 1935
- Die dritte imperiale Figur. Widerstands-Verlag 1935
- Deutsche Daseinsverfehlung. Aufbau-Verlag Berlín 1946, 3. vydání Fölbach Verlag, Koblenz 1990, ISBN 3-923532-05-9
- Das Reich der niederen Dämonen. [Eine Analyse des Nationalsozialismus]. Rowohlt, Hamburg 1953
- Gewagtes Leben. Begegnungen und Begebnisse. Kiepenheuer & Witsch, Köln und Berlin 1958
- Die Freunde und der Freund. Joseph E. Drexel zum 70. Geburtstag, 6. Juni 1966. Verlag Nürnberger Presse, Nürnberg 1966
- Erinnerungen eines deutschen Revolutionärs. Verlag Wissenschaft und Politik, Köln
  - díl 1: Gewagtes Leben 1889–1945. 1974, ISBN 3-8046-8485-8
  - díl 2: Gegen den Strom 1945–1967. 1974, ISBN 3-8046-8486-6
- Widerstand. Ausgewählte Aufsätze aus den „Blättern für sozialistische und nationalrevolutionäre Politik“ vydal Uwe Sauermann, Sinus-Verlag, Krefeld 1982, Neuauflage: Verlag der Deutschen Stimme, Riesa ca 2002